# Bye Bye (album Annalisa)
Bye Bye è il sesto album in studio della cantautrice italiana Annalisa, pubblicato il 16 febbraio 2018 dalla Warner Music Italy.

## Descrizione
Composto da tredici tracce, il disco è stato interamente prodotto da Michele Canova Iorfida e ha visto la cantante più attiva dal punto di vista compositivo, risultando coautrice di otto brani e avvalendosi di vari collaboratori, tra cui Tropico, Davide Simonetta, Alessandro Raina, Andrè, Colapesce e Alma. In un'intervista concessa a Radio Italia, l'artista ha descritto il processo creativo e il significato dell'album:
Nell'approccio alla musica vi è stato un cambiamento rispetto alle pubblicazioni precedenti, in quanto la cantante ha preferito «raccontare piuttosto che cantare: meno voce e più contenuto», così come la collaborazione con il sopracitato Canova Iorfida, con il quale Annalisa è stata in grado di «trovare un meraviglioso equilibrio tra le sonorità calde e la parte più elettronica della mia musica. Ma musicalmente parlando ogni cosa è nuova nel momento in cui la fai, perché inevitabilmente cambia il tuo modo di percepire e di raccontare quello che senti».

## Promozione
La pubblicazione di Bye Bye è stata anticipata da due singoli. Il primo, Direzione la vita, è stato pubblicato il 13 ottobre 2017 per il download digitale ed è stato promosso anche dal relativo video musicale. Il secondo è stato Il mondo prima di te, pubblicato il 6 febbraio 2018 e presentato nel corso del 68º Festival di Sanremo. Classificatosi al terzo posto della classifica finale della manifestazione, il brano ha raggiunto la terza posizione della Top Singoli, venendo in seguito certificato disco di platino dalla FIMI.
Attraverso il preordine digitale dell'album è stata resa disponibile per l'ascolto Bianco nero e grigio, quarta traccia dell'album.
Il 20 aprile 2018 è stato presentato il terzo singolo Bye Bye, anch'esso certificato disco di platino e promosso dal relativo video musicale; nello stesso anno il singolo è stato remixato dai Two Fingerz e pubblicato per il download digitale. Tra maggio e settembre dello stesso anno Annalisa ha intrapreso il Bye Bye Live 2018, esibendosi nelle principali città italiane.
Il 24 agosto 2018 è stato pubblicato il quarto ed ultimo singolo, Un domani, realizzato con la partecipazione vocale del rapper Mr. Rain.

## Accoglienza
| Recensione       | Giudizio |
| ---------------- | -------- |
| All Music Italia | 6,5/10   |
| Rockol           | 6/10     |

Bye Bye è stato accolto tiepidamente dalla critica specializzata. Mattia Marzi di Rockol afferma che «non è un caso se il disco si intitoli Bye Bye: è un modo per chiudere in soffitta la vecchia Annalisa, quella più introversa e impacciata che fino a ieri non riusciva ad abbattere il muro che la separava dal pubblico» proseguendo che ciò determinerà una svolta della carriera della cantante. Marzi resta tuttavia dispiaciuto di «ascoltare una delle voci più raffinate e interessanti che si sono fatte strada nel pop italiano negli ultimi anni interpretare una manciata di canzoni che non sempre rendono del tutto giustizia al suo talento». La giornalista Silvia Gianatti di Donna Moderna ha riscontrato «continuità nel percorso di crescita musicale: una nuova consapevolezza. È cambiata e ha voglia di dimostrarlo» rimanendo piacevolmente colpita dalla ricerca della felicità cantata nell'album.
Simone Zani di All Music Italia afferma che «un album che già dal titolo segna una rottura con il passato che, pur senza essere rinnegato o dimenticato, entra ora a far parte di una dimensione che ascoltando il disco pare realmente molto lontana». Sempre per All Music Italia, il critico Fabio Fiume è rimasto deluso dalla scarsa capacità del progetto di mettere in luce le doti canore della cantautrice, ritenendo che «l'album comunque ben realizzato, centrato, su cui artista e produttore hanno convogliato gli sforzi comuni, che però ha un qualcosa di adolescenziale che paradossalmente Annalisa non aveva nemmeno nelle sue opere prime».

## Tracce
1. Bye Bye – 2:56 (Annalisa Scarrone, Daniele Lazzarin, Patrizio Simonini)
2. Direzione la vita – 3:30 (Annalisa Scarrone, Davide Simonetta, Alex Vella)
3. Il mondo prima di te – 3:38 (Annalisa Scarrone, Davide Simonetta, Alessandro Raina)
4. Bianco nero e grigio – 2:57 (Alice Bisi, Fabio Gargiulo, Fabrizio Martorelli)
5. Le parole non mentono – 3:17 (Marco Canigiula, Marco Di Martino, Francesco Sponta, Chiara Stroia)
6. Un domani (feat. Mr. Rain) – 3:43 (Mario Fanizzi, Annalisa Scarrone, Daniele Lazzarin, Mattia Balardi)
7. Illuminami – 3:21 (Tony Maiello, Sabatino Salvati, Enrico Palmosi)
8. Ogni festa – 3:00 (Lorenzo Urciullo, Michele Canova Iorfida, Christopher Joseph Burkich)
9. Dimenticherai – 3:30 (Michele Canova Iorfida, Alma-Sofia Miettinen, Jacopo Èt)
10. Il prossimo weekend – 3:27 (Annalisa Scarrone, Davide Simonetta)
11. Specchio – 3:38 (Annalisa Scarrone, Patrizio Simonini, Daniele Lazzarin)
12. Superare – 3:45 (Davide Petrella, Annalisa Scarrone)
13. Dov'è che si va – 3:18 (Annalisa Scarrone, Paolo Antonacci, Placido Salamone)

## Formazione
- Annalisa – voce
- Alex Alessandroni Jr. – pianoforte, Fender Rhodes, synth
- Michele Canova Iorfida – programmazione ritmica e tastiere
- Patrizio "MyBestFault" Simonini – programmazione, tastiere e programmazione ritmica
- Kai Klopfeisch – tastiere, programmazione ritmica e programmazione synth (traccia 5)

## Classifiche

### Classifiche settimanali
| Classifica (2018) | Posizione massima |
| ----------------- | ----------------- |
| Italia            | 2                 |
| Svizzera          | 92                |

### Classifiche di fine anno
| Classifica (2018) | Posizione |
| ----------------- | --------- |
| Italia            | 39        |